# Hermenegild Puig i Sais
Hermenegild Puig i Sais (Albons, Gerona 1860-Barcelona, 1941) fue un médico español.

## Biografía
Nacido en Albons en 1860, se licenció en Medicina en 1886. Llegó a desempeñar los cargos de presidente de la Academia y Laboratorio de Ciencies Médiques y del Sindicato de Médicos de Cataluña.
Sería el autor que politizaría de manera definitiva la cuestión de la natalidad en Cataluña. Empleador del concepto de raza, en El problema de la natalitat a Catalunya: un gravissim perill per la nostra patria, discurs llegit en la Sessió Inaugural de l'Academia i Laboratori de Ciencias Médiques de Catalunya celebrada el dia 24 de noviembre de 1915  advirtió del peligro que supondría la inmigración para Cataluña, defendiendo que se impidiera el mestizaje. En 1934 firmaba el manifiesto Per la conservació de la raça catalana, promovido por Josep Antoni Vandellós.
Falleció en 1941 en Barcelona.
- Caja, Francisco (2009). La raza catalana: El núcleo doctrinal del catalanismo. Madrid: Ediciones Encuentro. ISBN 8499205372.
- Domingo, Andreu (2012). «Immigració i política demogràfica en l’obra de Josep Antoni Vandellós». Treballs de la Societat Catalana de Geografia (Barcelona: Societat Catalana de Geografia) (73): 9-26. ISSN 1133-2190. doi:10.2436/20.3002.01.1.
- Sánchez Badiola, Juan José (2005). Desmontando España: el gran fraude de los separatismos (1ª edición). Madrid: Vsión Libros. ISBN 84-9821-128-X.
- Vandellós i Solà, Josep A. (2011). La inmigración en Cataluña. Traducción de Carles Gil y Salvador López Arnal. Madrid: Centro de Investigaciones Sociológicas y Agencia Estatal Boletín Oficial del Estado. ISBN 978-84-7476-564-9.

- Datos: Q30138893